# Kisielów (Goleszów)
Kisielów (deutsch Kisielau, Kischelau oder Kisselau, tschechisch Kyselov) ist eine Ortschaft mit einem Schulzenamt der Gemeinde Goleszów im Powiat Cieszyński der Woiwodschaft Schlesien in Polen.

## Geographie
Kisielów liegt im Schlesischen Vorgebirge (Pogórze Śląskie), etwa 20 km westlich von Bielsko-Biała und 60 km südlich von Katowice im Powiat (Kreis) Cieszyn.
Das Dorf hat eine Fläche von 337 ha.
Nachbarorte sind Ogrodzona im Südwesten, Łączka im Nordwesten, Iskrzyczyn im Norden, Międzyświeć im Nordosten, Bładnice im Osten, Godziszów im Süden.

## Geschichte
Das Dorf liegt im Olsagebiet (auch Teschener Schlesien, polnisch Śląsk Cieszyński).
Der Ort wurde am 12. März 1434 erstmals urkundlich als Kiesselaw erwähnt. Der Name ist abgeleitet vom Vornamen des Urbesitzers Kisiel.
Politisch gehörte das Dorf zum Herzogtum Teschen, der Lehnsherrschaft des Königreichs Böhmen, seit 1526 gehörte es zur Habsburgermonarchie.
Die römisch-katholische Pfarrei Kyselaw im Teschener Dekanat wurde im Peterspfennigregister des Jahres 1447 erwähnt.
Nach der Aufhebung der Patrimonialherrschaften war es ab 1850 eine Gemeinde in Österreichisch-Schlesien, Bezirk Bielitz und Gerichtsbezirk Skotschau. In den Jahren 1880–1910 stieg die Einwohnerzahl von 289 im Jahr 1880 auf 356 im Jahr 1910 an, es waren überwiegend polnischsprachige (zwischen 98,6 % und 100 %) und tschechischsprachige (5 oder 1,4 % im Jahr 1910). Im Jahre 1910 waren 70,8 % römisch-katholisch, 29,2 % evangelisch.
1920, nach dem Zusammenbruch der k.u.k. Monarchie und dem Ende des Polnisch-Tschechoslowakischen Grenzkriegs, kam Kisielów zu Polen. Unterbrochen wurde dies nur durch die Besetzung Polens durch die Wehrmacht im Zweiten Weltkrieg.
Von 1975 bis 1998 gehörte Kisielów zur Woiwodschaft Bielsko-Biała.

## Religion
Die katholische Filialkirche gehört zur Pfarrei Ogrodzona, Dekanat Goleszów, Bistum Bielsko-Żywiec. Die evangelische Filialkirche gehört zur Pfarrei Goleszów, Diözese Cieszyn.

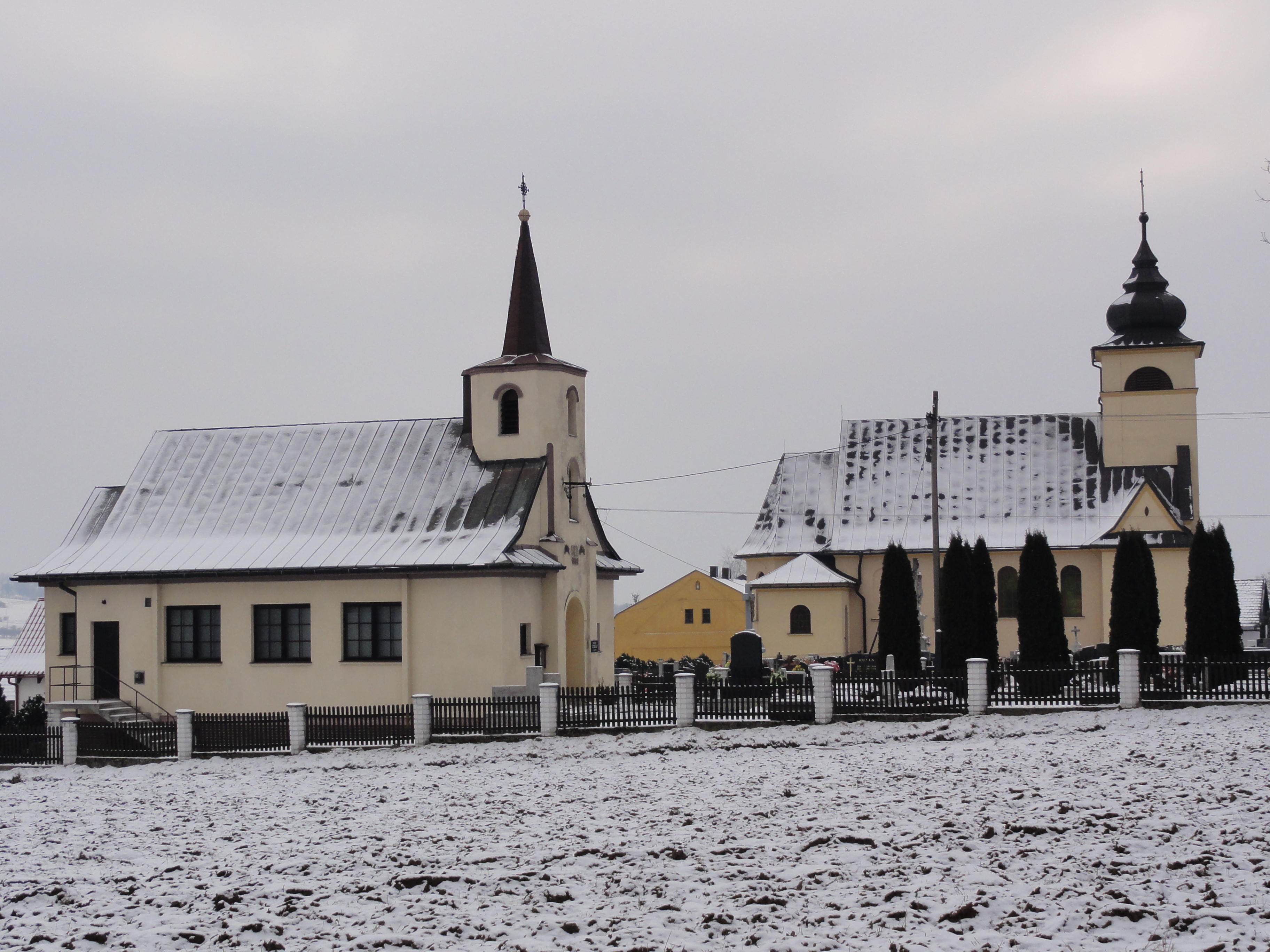
Evangelische (linke) und katholische (rechte) Filialkirchen
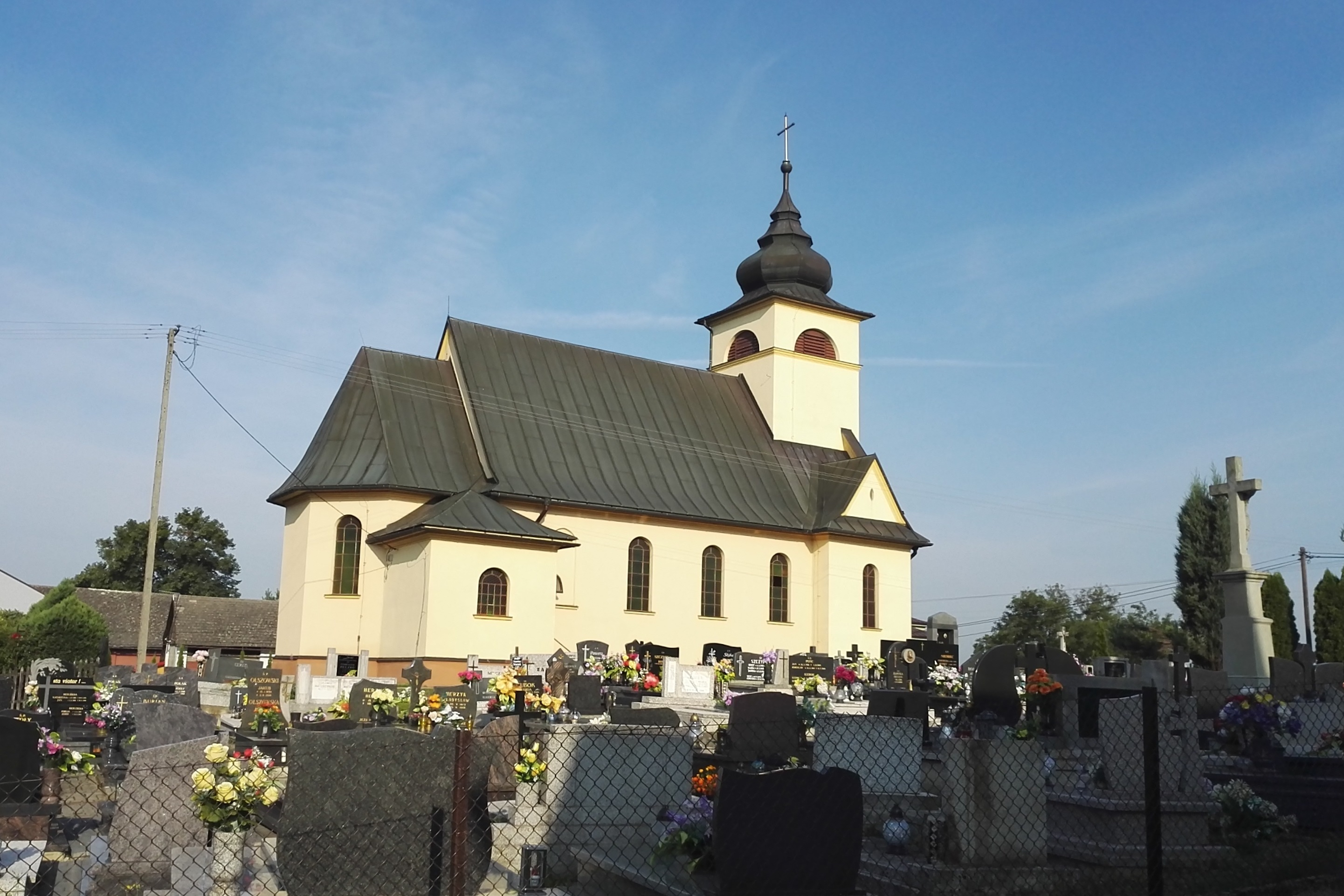
Mariä Himmelfahrt katholische Kirche
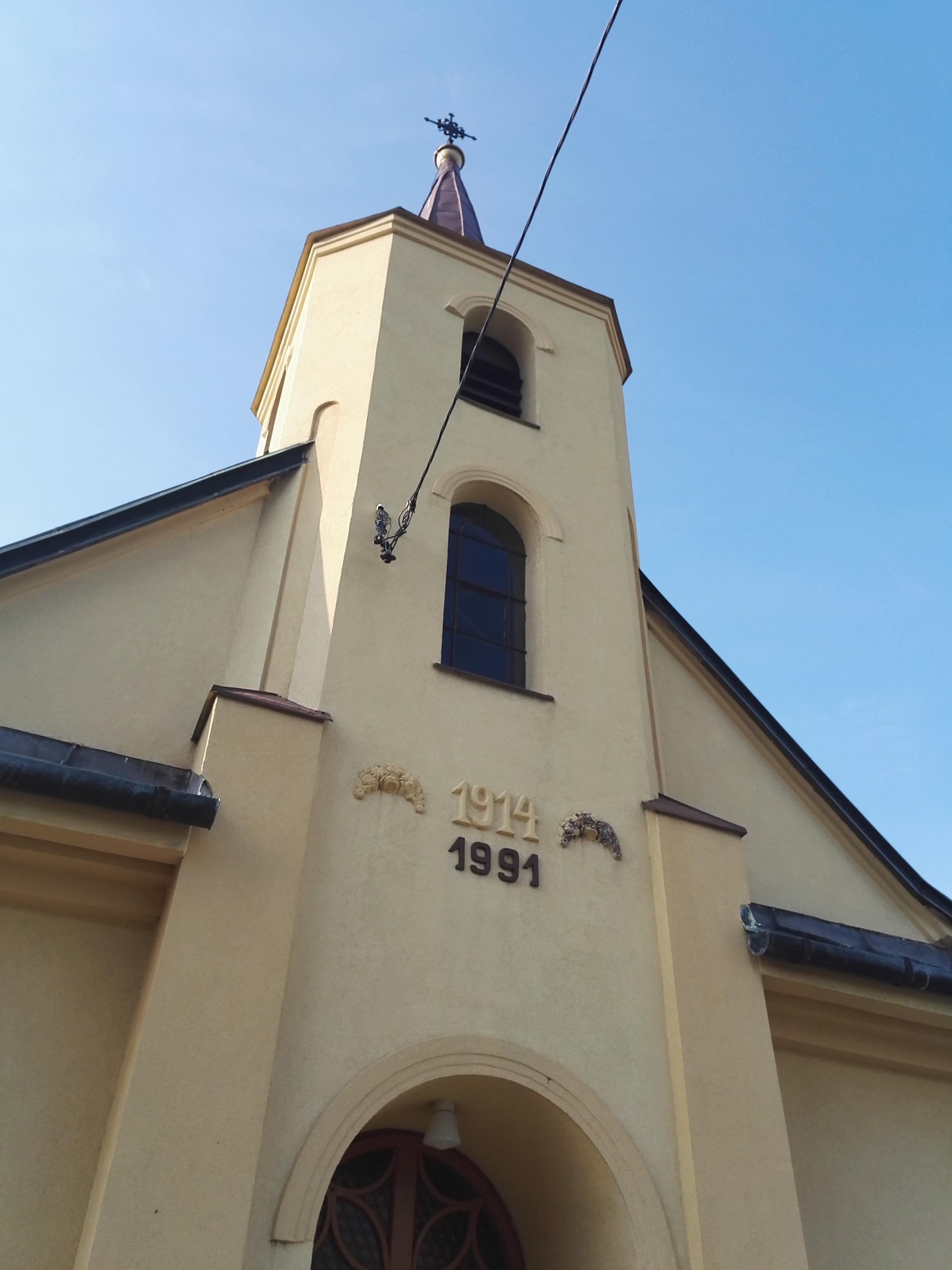
Der Turm der evangelischen Kirche
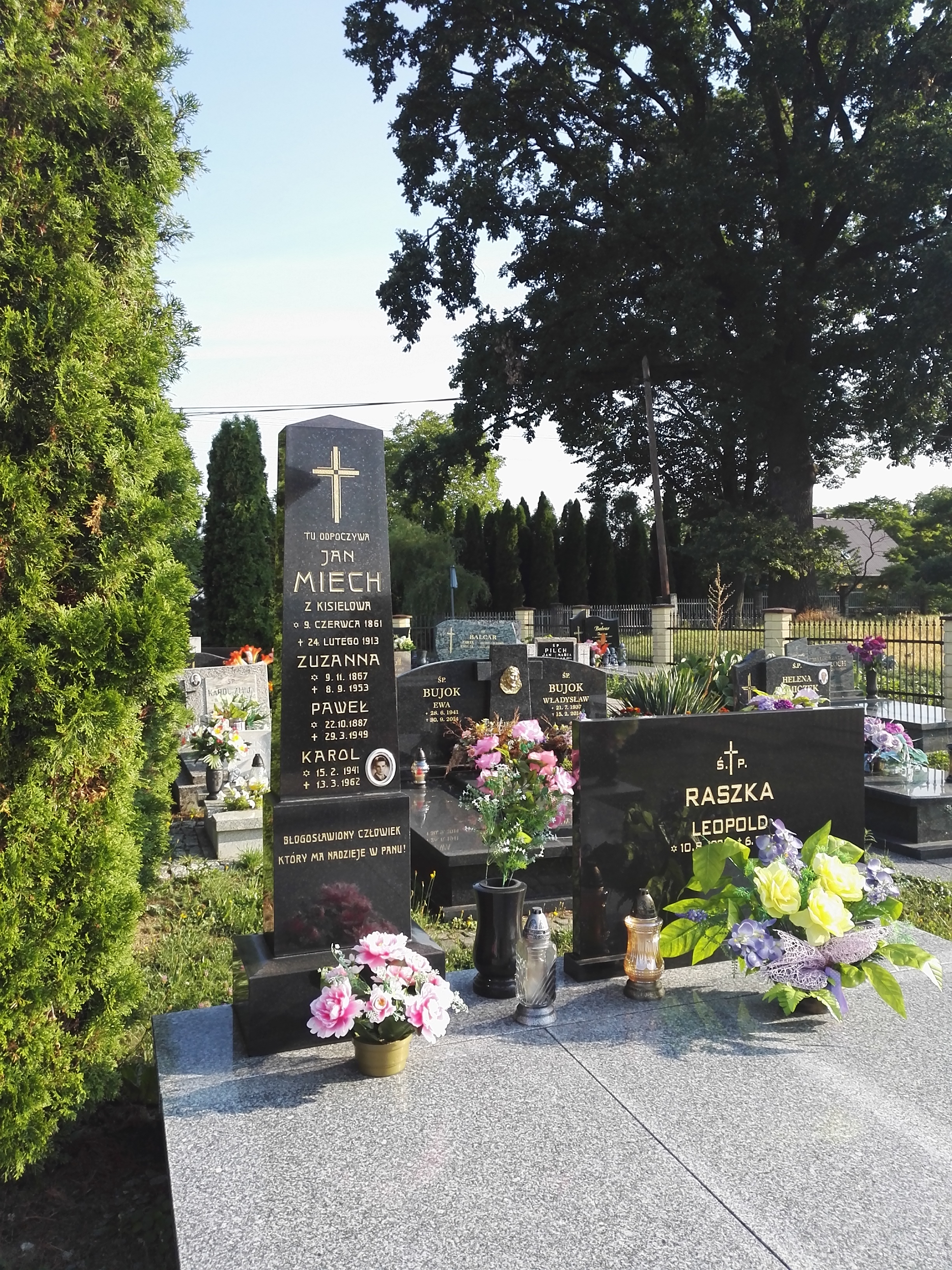
Evangelischer Friedhof